# Absorbente Helmholtz

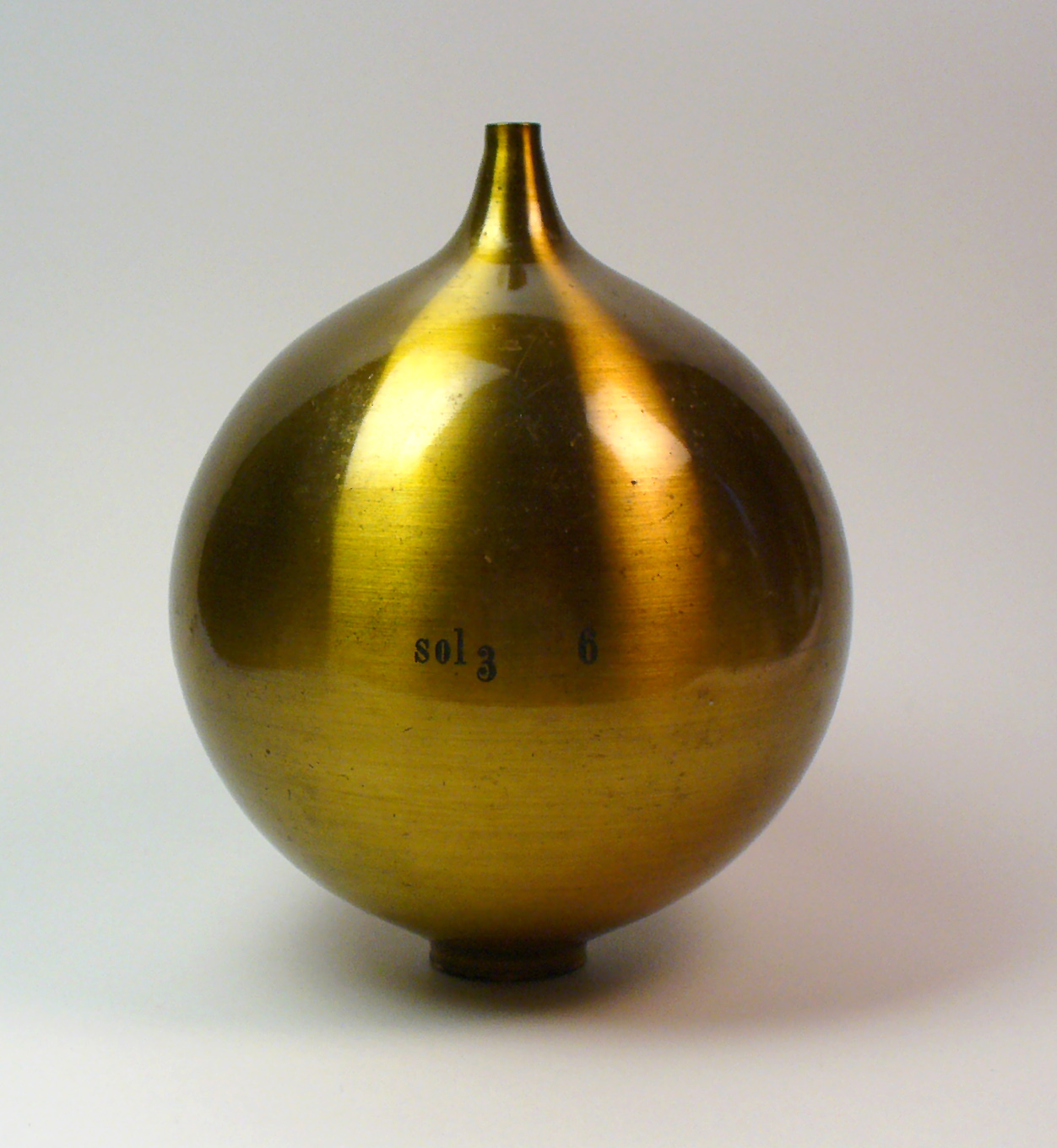
Resonador Helmholtz.

El absorbente Helmholtz o resonador de Helmholtz es un tipo de absorbente acústico creado artificialmente para eliminar (absorber) un estrecho margen de frecuencias.
Los resonadores de Helmholtz se basan en el artefacto acústico conocido como cavidad de Helmholtz; consisten en una cavidad con un orificio en el extremo de un cuello (como una botella) en cuyo interior el aire se comporta como una masa resonante. La frecuencia de resonancia (es decir, en torno a la cual se produce la absorción) puede calcularse como sigue:
| Símbolo            | Nombre                               | Fórmula                                                             |
| ------------------ | ------------------------------------ | ------------------------------------------------------------------- |
| {\displaystyle f}  | Frecuencia de resonancia             |                                                                     |
| {\displaystyle s}  | Velocidad del sonido en el aire      |                                                                     |
| {\displaystyle v}  | Volumen                              |                                                                     |
| {\displaystyle a}  | Área del cuello                      |                                                                     |
| {\displaystyle r}  | Radio del cuello (supuesto circular) |                                                                     |
| {\displaystyle L'} | Longitud efectiva del cuello         | {\displaystyle L'=l+1.7r} (si el borde del cuello está achaflanado) |
| {\displaystyle L'} | Longitud efectiva del cuello         | {\displaystyle L'=l+1.4r} (si el borde del cuello es rectangular)   |
| {\displaystyle l}  | Longitud del cuello                  |                                                                     |

{\displaystyle f=(s/2\pi ){\sqrt {a/(L'\cdot v)}}}
Una cavidad con un orificio, en lugar de cuello, se comporta como achaflanado con longitud del cuello nula.

## Resonador de Helmholtz
Los resonadores de Helmholtz, básicamente, consisten en una serie de esferas huecas de vidrio con dos cuellos tubulares cortos y abiertos. Cada esfera tiene sus dos cuellos situados en extremos diametralmente opuestos. Uno de los cuellos se aplica al oído mientras que el otro se acerca a la fuente de sonido. Si la composición del sonido contiene una frecuencia igual o muy próxima a la frecuencia resonante de la cavidad del resonador, éste la amplifica permitiendo percibirla aisladamente. Utilizando una serie de este tipo de resonadores era posible tener una idea muy aproximada de las distintas frecuencias que componen cada sonido estudiado.
De esta manera se puede deducir que los sonidos complejos' están compuestos por un conjunto de otros sonidos más simples que es posible  aislar y escuchar con los resonadores de Helmholtz. 
Hermann von Helmholtz reflejó las conclusiones a las que llegó en su obra DEL TONO: Base psicológica para la teoría de la música (1860). 
El resonador de Helmholtz es un ejemplo de modelización de parámetros acústicos cuando la longitud de onda de interés es significativamente mayor que las dimensiones físicas del sistema.
Un ejemplo de funcionamiento del resonador de Helmholtz se produce al observar el sonido que produce una botella cuando se sopla en su borde. El sonido introducido (soplido) contiene un amplio margen de frecuencias, pero la botella produce resonancia a una cierta frecuencia, menor (más grave) cuanto más vacía se encuentre (pues el volumen en su interior es mayor). El mismo principio se observa silbando o con varios instrumentos musicales como la ocarina.
- Datos: Q1569889
- Multimedia: Helmholtz resonators / Q1569889